# Tajemnica Marii Roget
Tajemnica Marii Roget (ang. Mystery of Marie Rogêt) – nowela Edgara Allana Poe napisana w 1842 roku, często określana jako kontynuacja Zabójstwa przy Rue Morgue. Bazuje ona na szczegółach prawdziwego morderstwa. Ukazała się w Snowden’s Ladies’ Companion w trzech częściach, w listopadzie i grudniu 1842 oraz w lutym 1843 roku.

## Fabuła
Detektyw C. Auguste Dupin i jego pomocnik, anonimowy narrator, podejmują próbę rozwiązania tajemniczego morderstwa Marie Roget w Paryżu. Ciało Roget, pracownicy sklepu z perfumami, zostaje wyłowione z Sekwany, a media wykazują duże zainteresowanie tą sprawą. Dupin podkreśla, że gazety kreują raczej sensację, niż dociekają prawdy. Jednakże czyta on artykuły, aby wejść w umysł zabójcy. Używa swojej umiejętności analitycznego rozumowania by ustalić, że zabójca wlókł swą ofiarę po ziemi za jej pasek od ubrania zaplątany wokół jej talii, zanim wrzucił jej ciało z łodzi do rzeki. Znalezienie owej łodzi, jak sugeruje Dupin, doprowadzi policję do mordercy.

## Inspiracja
Historia bazuje na prawdziwym zabójstwie Marii Cecilii Rogers. Urodziła się ona przypuszczalnie w Lyme w Connecticut w 1820 roku, ale jej akty urodzenia nie zachowały się. Zniknęła 4 października 1838 roku w Nowym Jorku i stała się znana jako „Beautiful Cigar Girl”. Kilka dni później gazety pisały o jej powrocie. Mówiono wtedy, że uciekła z oficerem marynarki. Trzy lata później, 25 lipca 1841 roku zniknęła ponownie. Jej ciało zostało znalezione w rzece Hudson River 28 lipca w Hoboken w New Jersey. W szczegółach sprawy sugerowano, że została zamordowana. Śmierć dobrze znanej kobiety wywołała duże narodowe zainteresowanie trwające całe tygodnie. Miesiąc później, gdy dochodzenie ciągle trwało, jej narzeczony został znaleziony martwy. Powodem śmierci było samobójstwo. Obok jego ciała znaleziono notatki skruszonego mężczyzny i pustą butelkę po truciźnie.
Pisząc o sprawie Rogers w formie kontynuacji Zabójstwa przy Rue Morgue, Poe próbował rozwiązać tajemnicę wyżej wymienionego morderstwa. Pisał on później w liście: „Pod pozorem pokazania jak Dupin rozwiązuje zagadkę zabójstwa Mary, ja właściwie podjąłem się bardzo rygorystycznej analizy prawdziwej tragedii w Nowym Jorku. Chociaż media wykazywały duże zainteresowanie, a Poe dodatkowo uwiecznił historię, sprawa ta pozostała jedną z najbardziej zagadkowych, niewyjaśnionych morderstw Nowego Jorku.
Pisanie fikcyjnych utworów na podstawie prawdziwych wydarzeń było bardzo charakterystyczne w tym okresie literatury amerykańskiej. Poe miał w jego dorobku już historie w tej konwencji, relacjonując sprawę tzw. Beauchamp-Sharp Tragedy, w jego jedynej sztuce teatralnej Politian, która jednak nie została dokończona. Sensacyjna historia zabójstwa była również tematem kilku innych pisarzy jak: William Gilmore Simms i Thomas Holley Chivers. „Tajemnica Marii Roget” jednak była prawdopodobnie pierwszym utworem napisanym w konwencji detektywistycznej na podstawie prawdziwego zabójstwa.

## Krytyka
Z grupy trzech historii związanych z postacią Dupina, „Tajemnica Marii Roget” odniosła najmniejszy sukces. Współcześni krytycy pisali:
„Trafniej byłoby ocenić to jako esej niż nowelę. Jako esej jest to ciężkie ćwiczenie analitycznego sposobu rozumowania. Jako nowela prawie zanika. Nie jest życiowa. Figury ani się nie poruszają się, ani nie rozmawiają. Tylko profesjonalny student analizy lub nałogowy wielbiciel kryminologii może czytać utwór Poe bez udawanego poziomu zainteresowania.

## Publikacja
Poe zaprezentował „Tajemnicę Marii Roget” mówiąc redaktorom, że rozwiązał zagadkę śmierci Marii Roget w czasie gdy większość czytelników znało już szczegóły zdarzenia. Pierwsza część historii wydanej w seriach pojawiła się na łamach Snowden’s Ladies’ Companion w grudniu 1842, następna część w grudniu. Artykuł o sprawie opublikowany 26 grudnia 1842 roku w „New York Tribune” spowodował przesunięcie terminu publikacji trzeciej części przez Poe. Gazeta donosiła o nowych dowodach w sprawie Rogers, według których Rogers mogła umrzeć po nieudanej próbie aborcji, gazeta wspominała o tym jako o „przedwczesnym porodzie”. Poe wprowadził niewielkie zmiany w historii i umieścił tam podobną sugestię. Pełny przedruk utworu pojawił się w 1845 roku. Uwzględniał on 15 mniejszych poprawek sugerujących, że znał on prawdziwy powód śmierci od samego początku.

## Literatura
- Meyers, Jeffrey (1992). Edgar Allan Poe: His Life and Legacy, Paperback ed., New York: Cooper Square Press. ISBN 0-8154-1038-7.
- Quinn, Arthur Hobson (1941). Edgar Allan Poe: A Critical Biography. New York: Appleton-Century-Crofts, Inc.. ISBN 0-8018-5730-9.
- Rosenheim, Shawn James (1997). The Cryptographic Imagination: Secret Writing from Edgar Poe to the Internet. Baltimore: Johns Hopkins University Press. ISBN 978-0-8018-5332-6.
- Silverman, Kenneth (1991). Edgar A. Poe: Mournful and Never-Ending Remembrance, Paperback ed., New York: Harper Perennial. ISBN 0-06-092331-8.
- Sova, Dawn B. (2001). Edgar Allan Poe: A to Z, Paperback ed., New York: Checkmark Books. ISBN 0-8160-4161-X.
- Stashower, Daniel (2006). The Beautiful Cigar Girl. New York: PenguinBooks. ISBN 0-525-94981-X.
- Thomas, Dwight & David K. Jackson (1987). The Poe Log: A Documentary Life of Edgar Allan Poe 1809-1849. New York: G. K. Hall & Co. ISBN 0-7838-1401-1.